# Khối lượng Kendrick
Khối lượng Kendrick được xác định bằng cách đặt khối lượng của một phân tử được chọn, thường là CH2, thành một giá trị nguyên theo đơn vị khối lượng nguyên tử. Nó khác với định nghĩa của IUPAC, dựa trên việc đặt khối lượng của đồng vị 12C thành chính xác 12 u. Khối lượng Kendrick thường được sử dụng để xác định các hợp chất tương đồng chỉ khác nhau bởi một số đơn vị cơ sở trong phổ khối có độ phân giải cao. Định nghĩa về khối lượng này lần đầu tiên được đề xuất vào năm 1963 bởi nhà hóa học Edward Kendrick, và nó đã được chấp nhận bởi các nhà khoa học làm việc trong lĩnh vực khối phổ phân giải cao, phân tích môi trường, proteomics, petroleomics, chất chuyển hóa, phân tích polymer, v.v.

## Định nghĩa
Theo quy trình do Kendrick vạch ra, khối lượng CH2 được xác định chính xác là 14 Da, thay vì khối lượng IUPAC là 14.01565 Da.
Để chuyển đổi một khối IUPAC của một hợp chất cụ thể thành khối Kendrick, phương trình
{\displaystyle {\textrm {Kendrick~mass}}={\textrm {IUPAC~mass}}\times {\frac {14.00000}{14.01565}}}
được sử dụng. Khối lượng tính theo đơn vị dalton (Da) có thể được chuyển đổi sang thang đo Kendrick bằng cách chia cho 1,0011178.
Các nhóm nguyên tử khác ngoài CH2 có thể được sử dụng xác định khối lượng Kendrick, ví dụ CO2, H2, H2O và O. Trong trường hợp này, khối lượng Kendrick cho một họ các hợp chất F được cho bởi
{\displaystyle {\textrm {Kendrick~mass~(F)}}={\textrm {(observed~mass)}}\times {\frac {\textrm {nominal~mass~F}}{\textrm {exact~mass~F}}}}.
Đối với phân tích hydrocarbon, F = CH2.
Ví dụ, phân tích Kendrick đã được sử dụng để hình dung các họ hợp chất halogen được quan tâm chỉ khác nhau bởi số lượng thay thế clo, brom hoặc flo.
Một ấn phẩm gần đây đã gợi ý rằng khối lượng Kendrick được thể hiện trong các đơn vị Kendrick với biểu tượng Ke.